# Jupille-sur-Meuse
Jupille-sur-Meuse är en ort i Belgien.   Den ligger i provinsen Liège och regionen Vallonien, i den östra delen av landet, 90 km öster om huvudstaden Bryssel. Jupille-sur-Meuse ligger 73 meter över havet och antalet invånare är 10 395.
Terrängen runt Jupille-sur-Meuse är platt åt nordost, men åt sydväst är den kuperad. Jupille-sur-Meuse ligger nere i en dal. Runt Jupille-sur-Meuse är det tätbefolkat, med 570 invånare per kvadratkilometer.. Närmaste större samhälle är Liège, 4,8 km väster om Jupille-sur-Meuse. 
I omgivningarna runt Jupille-sur-Meuse växer i huvudsak blandskog.